# نيكولاي أولوفيانيكوف
نيكولاي أولوفيانيكوف (بالروسية: Николай Ефимович Оловянников؛ 22 ديسمبر 1922 - 15 أبريل 2021) كان ضابطًا في القوات الجوية السوفيتية. خلال الفترة التي قضاها في الخدمة، وصل إلى رتبة بولكوفنيك، وهي المعادلة السوفيتية للعقيد. في عام 1944 حصل على لقب بطل الاتحاد السوفيتي.
بدأ اهتمام أولوفيانيكوف بالطيران في طفولته، وحضر نادي طيران خلال دراسته في المدرسة الثانوية. تم استدعاؤه للخدمة في القوات المسلحة بعد فترة وجيزة من غزو المحور للاتحاد السوفيتي في عام 1941، وتم تعيينه لمزيد من التدريب في مدرسة الطيران العسكرية فوروشيلوفغراد. على الرغم من إكمال 13 ساعة فقط من أصل 150 ساعة طيران مطلوبة عادة، سرعان ما تم الضغط على أولوفياننيكوف في الخدمة بقيادة طائرة هجومية من طراز إليوشن إيل -2. تم تعيينه في فوج الطيران الهجومية 312، وقضى بقية الحرب مع هذه الوحدة. وقعت طلعاته القتالية الأولى خلال معركة كورسك. ذهب لرؤية العمل في العديد من المعارك الهامة مع تقدم الجيش الأحمر خلال الحرب، قاتل في معركة سمولينسك وعملية باغراتيون والهجوم البروسي الشرقي ومعركة كونيجسبيرج. في عام 1944 حصل على لقب بطل الاتحاد السوفيتي، وقام في النهاية بتنفيذ 212 طلعة جوية، دون أن يتم إسقاطه مرة واحدة.
بقي أولوفيانيكوف في سلاح الجو بعد الحرب، ووصل إلى رتبة بولكوفنيك قبل تقاعده من الخدمة العسكرية في عام 1962. ثم عمل في معهد موسكو لصناعة البتروكيماويات والغاز، حيث عمل في الإدارة العسكرية واهتم في عمل التمرين. بعد تقاعده استقر في موسكو، حيث توفي عام 2021 عن عمر يناهز 98 عامًا، بعد أن حصل على عدد كبير من الجوائز والأوسمة على مدار حياته.